# (10378) Ingmarbergman
(10378) Ingmarbergman – planetoida z pasa głównego asteroid okrążająca Słońce w ciągu 4,98 lat w średniej odległości 2,91 j.a. Odkrył ją Eric Walter Elst 14 lipca 1996 roku w Obserwatorium La Silla. Nazwa planetoidy pochodzi od Ingmara Bergmana – szwedzkiego reżysera.